# لوتن (اسطوره)

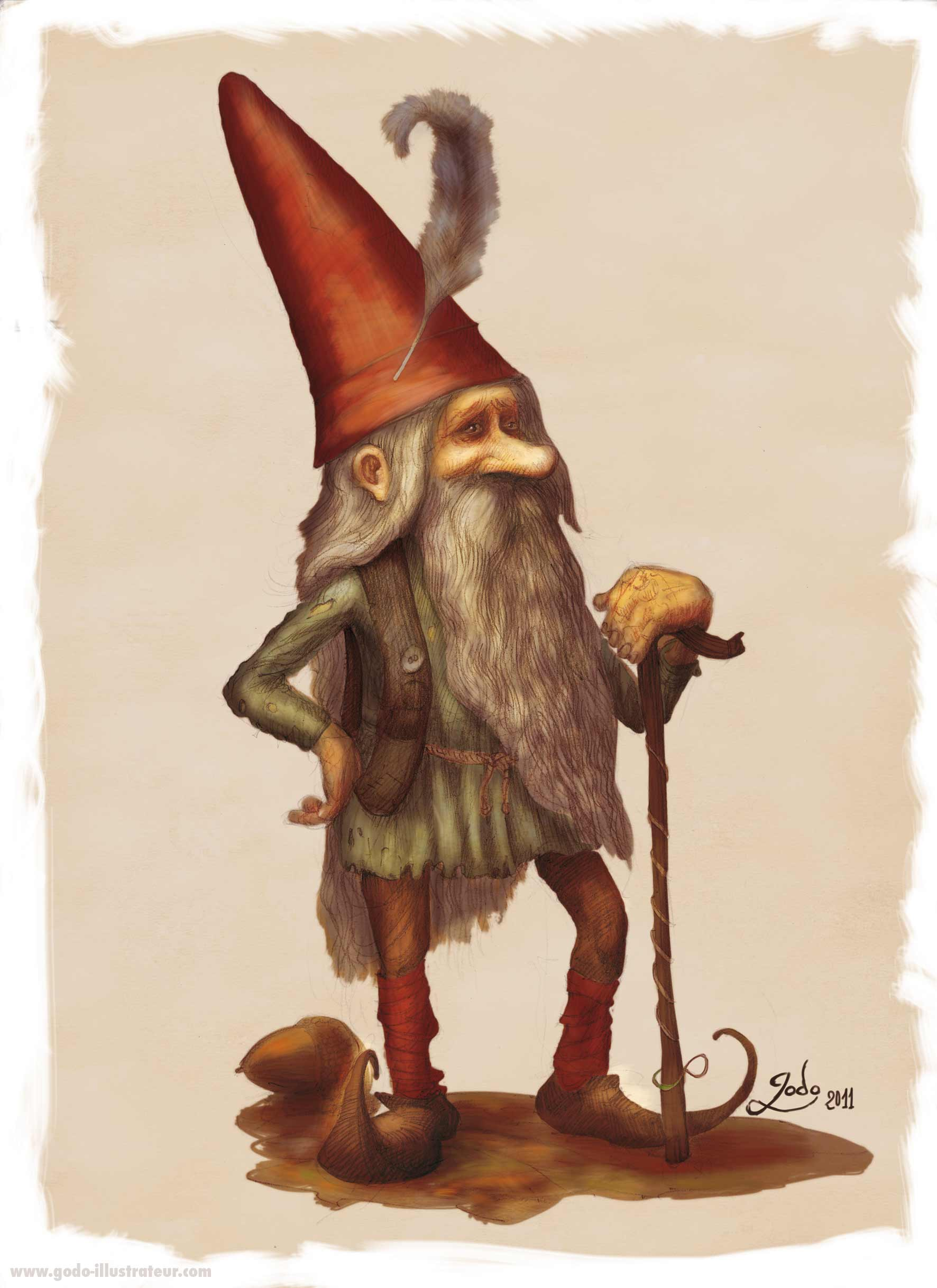
طرحی از یک لوتن توسط گودو، ۲۰۱۱

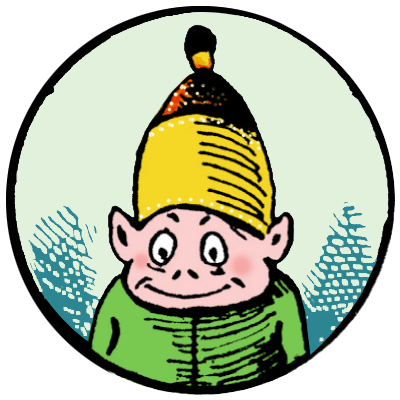
لوتنها، دورف‌ها، گنوم‌ها و الف‌ها بسیار نزدیک به هم توصیف می‌شوند و تشخیص تفاوت آنها، اغلب گیج کننده است.

لوتن (به فرانسوی: Lutin) یا لپرکان یک موجود تخیلی شبیه انسان و کوچک قامت موجود در باورهای عامیانه مردم مناطق فرانسوی زبان مانند بری، نورماندی و پیکاردی است.
اعتقاد به اشباح و موجودات دارای قدرت‌های فراانسانی ممکن است توضیحی برای ویژگی‌های این موجودات باشند. باور به موجوداتی که ویژگی‌های منحصر بفردی مانند نامرئی شدن و قابلیت تغییر شکل‌دادن دارند از زمانهای قدیم باعث خلق شدن موجودات تخیلی اینچنینی شده‌اند.

## زبان‌شناسی
از لحاظ زبان‌شناختی لوتن تغییر شکل یافته نوتن می‌باشد که آن خود نشأت گرفته از یکی از خدایان روم باستان به نام نپتون است. این تصورات ماوراء بشری باعث شده بوده‌است که کشاورزان برای دفع شر این موجودات یا جلب رضایت آنها اعمالی را انجام دهند.

## نظریه کودک درون
علاوه بر اندازه کوچک، بازیگوشی، شیطنت، تغییر شکل‌دادن و نامرئی شدن از خصوصیات لوتنها عنوان شده‌است. کارل گوستاو یونگ روان‌شناس تحلیلی، این مفاهیم را به عنوان بخش کودک هر انسان با عنوان کودک درون تعریف کرد.

## دوره جدید
سردرگمی بین گابلین، کوتوله افسانه ای کشورهای آلمانی زبان و اِلف درکشورهای اسکاندیناوی در غرب اروپا متداول بوده‌است. در کشورهای دارای زبان رومی‌تبار خصوصاً فرانسه، کلمه لپرکان بیانگر همان مفهوم است. صدها موجود افسانه ای با اسامی مختلف را می‌توان ذیل عنوان لپرکان قرار داد. پس از یک دوره عقب‌نشینی از باورهای سنتی در قرن بیستم، واژه‌نامه بزرگ الفها که توسط پیر دوبوآ به رشته تحریر درآمد، آغازگر جذابیتی نو همراه با تولید آثار ادبی و هنری بر اساس این شخصیتها است. در حال حاضر گابلینها یک کاراکتر فانتزی و به عنوان دستیار بابانوئل یا سانتا هستند.